# Блэкстония
Блэкстония, или Блейкстония, или Блакстония (лат. Blackstonia), — род травянистых растений семейства Горечавковые (Gentianaceae), распространённый в Средиземноморье.
Род назван в честь английского ботаника Джона Блэкстона.

## Ботаническое описание
Однолетние травянистые сизоватые растения, 10—60 см высотой. Стебель прямостоячий. Прикорневые листья овальные, рано отмирающие, розеточные; стеблевые листья яйцевидные, острые, верхние попарно основаниями сросшиеся друг с другом.
Цветки собраны в верхушечное, вильчато разветвлённое соцветие. Чашечка 6—10-раздельная, доли ланцетно-линейные, 5—9 мм длиной. Венчик жёлтый, колесовидный, жёлтый, 7—12 мм длиной; трубка вздутая, очень короткая; долей 6—8, продолговатых. Тычинок 6—8, свободные; нити тонкие, прикреплены ниже середины трубки венчика; пыльники продолговатые или линейные, не скручивающиеся, прямые, 1,7—2,3 мм длиной. Столбик длинный, при плодах опадающий, разделяющийся на две короткие ветви с пластинчатыми рыльцами. Коробочка одногнёздная, широкоэллипсоидальная. Семена многочисленные, морщинистые, буровато-серые, 0,2—0,3 мм в диаметре.

## Виды
Род включает 4 вида:
- Blackstonia acuminata (W.D.J.Koch & Ziz) Domin — Блэкстония заострённая
- Blackstonia grandiflora (Viv.) Maire
- Blackstonia imperfoliata (L.f.) Samp.
- Blackstonia perfoliata (L.) Huds. typus[1] — Блэкстония пронзённолистная